# Аваляк
Аваля́к (баш. Әүәләк) — горный хребет на Южном Урале. Находится на территории Учалинского и Белорецкого районов Башкортостана. Высшие точки — вершины Абараш-Баш (1292 м) и Большой Аваляк (1205 м). С запада к хребту Аваляк примыкает горный массив Иремель.

## Этимология
По мнению некоторых исследователей (Г. Е. Корнилов, М. И. Альбрут), это название, известное уже И. И. Лепехину в XVIII веке (Аваляк, Авеляк), имеет тюркское происхождение, и восходит к башкирско-татарскому слову аулаҡ со значением «безлюдный», «глухой» (также «место охоты», «место, изобилующее дичью»). 
Есть также версия о происхождении названия от башкирского личного имени. Русское старожильческое население называет хребет Уваляк, та же форма регулярно употребляется в «Горном журнале», 1842, № 1.

## Описание
На восточном склоне хребта, на высоте 720 метров над уровнем моря, берёт начало Агидель (Белая) — главная водная артерия Башкортостана.
Хребет идёт от истока реки Ай к реке Большой Авняр. На склонах растут сосново-берёзовые и елово-пихтовые леса. Длина хребта около 40 км.